# Keyonte George
Pour les articles homonymes, voir George.
Keyonte Darnell George, né le  8 novembre 2003 à Lewisville dans le Texas, est un joueur américain de basket-ball. Il mesure 1,91 m, et évolue aux postes de meneur et arrière.

## Biographie

### Carrière universitaire
Entre 2022 et 2023, il joue pour les Bears de Baylor à l'université Baylor.

### Carrière professionnelle

#### Jazz de l'Utah
Lors de la draft 2023 de la NBA, il est sélectionné en 16e position par le Jazz de l'Utah.

## Palmarès

### Sélection nationale
- MVP de la coupe du monde des 18 ans et moins en basket-ball 3×3 en 2021

### En club
- NBA All-Rookie Second Team en 2024.

### Universitaire
- Big 12 Freshman of the Year en 2023
- Big 12 All-Newcomer Team en 2023
- Big 12 All-Freshman Team en 2023
- Second-team All-Big 12 en 2023

### Lycée
- McDonald's All-American en 2022
- Jordan Brand Classic en 2022
- Nike Hoop Summit en 2022

## Statistiques

### Universitaires
| Saison    | Équipe   | Matchs | Titul. | Min./m | % Tir | % 3pts | % LF | Rbds/m. | Pass/m. | Int/m. | Ctr/m. | Pts/m. |
| --------- | -------- | ------ | ------ | ------ | ----- | ------ | ---- | ------- | ------- | ------ | ------ | ------ |
| 2022-2023 | Baylor   | 33     | 33     | 28,6   | 37,6  | 33,8   | 79,3 | 4,15    | 2,76    | 1,12   | 0,18   | 15,33  |
| Carrière  | Carrière | 33     | 33     | 28,6   | 37,6  | 33,8   | 79,3 | 4,15    | 2,76    | 1,12   | 0,18   | 15,33  |

### Professionnelles

#### Saison régulière
| Saison    | Équipe   | Matchs | Titul. | Min./m | % Tir | % 3pts | % LF | Rbds/m. | Pass/m. | Int/m. | Ctr/m. | Pts/m. |
| --------- | -------- | ------ | ------ | ------ | ----- | ------ | ---- | ------- | ------- | ------ | ------ | ------ |
| 2023-2024 | Utah     | 75     | 44     | 27,0   | 39,1  | 33,4   | 84,8 | 2,80    | 4,40    | 0,50   | 0,10   | 13,00  |
| 2024-2025 | Utah     | 67     | 35     | 31,5   | 39,1  | 34,3   | 81,8 | 3,80    | 5,60    | 0,70   | 0,10   | 16,80  |
| Carrière  | Carrière | 142    | 79     | 29,1   | 39,1  | 33,9   | 83,1 | 3,30    | 5,00    | 0,60   | 0,10   | 14,80  |

## Records sur une rencontre en NBA
Les records personnels de Keyonte George en NBA sont les suivants, :
| Type de statistique        | Saison régulière | Saison régulière         | Saison régulière |
| Type de statistique        | Record           | Adversaire               | Date             |
| -------------------------- | ---------------- | ------------------------ | ---------------- |
| Points                     | 35               | @ Hawks d'Atlanta        | 6 avril 2025     |
| Paniers marqués            | 12               | @ Heat de Miami          | 2 mars 2024      |
| Paniers tentés             | 23               | 2 fois                   | 2 fois           |
| Paniers à 3 points réussis | 9                | Warriors de Golden State | 15 février 2024  |
| Paniers à 3 points tentés  | 16               | Warriors de Golden State | 15 février 2024  |
| Lancers francs réussis     | 11               | @ Bulls de Chicago       | 4 novembre 2024  |
| Lancers francs tentés      | 13               | @ Bulls de Chicago       | 4 novembre 2024  |
| Rebonds offensifs          | 2                | 6 fois                   | 6 fois           |
| Rebonds défensifs          | 10               | Bucks de Milwaukee       | 4 février 2024   |
| Rebonds totaux             | 10               | Bucks de Milwaukee       | 4 février 2024   |
| Passes décisives           | 11               | 5 fois                   | 5 fois           |
| Interceptions              | 4                | @ Kings de Sacramento    | 8 décembre 2024  |
| Contres                    | 2                | 2 fois                   | 2 fois           |
| Balles perdues             | 7                | Spurs de San Antonio     | 31 octobre 2024  |
| Minutes jouées             | 43               | @ Heat de Miami          | 2 mars 2024      |

- Double-double : 4
- Triple-double : 0

Dernière mise à jour : 12 février 2025